# Théorème ergodique
Pour les articles homonymes, voir ergodicité.
Dans les systèmes dynamiques, et en particulier en théorie ergodique, de nombreux théorèmes sont appelés théorèmes ergodiques. Ils permettent de quantifier au sens de la théorie de la mesure la densité des orbites d'un système dynamique mesuré.

## Théorème ergodique deBirkhoff
Soit :
- {\displaystyle (X,{\mathcal {A}},\mu )} un espace mesuré borné.
- T : X→X une transformation mesurable préservant la mesure {\displaystyle \mu } (c'est-à-dire que pour tout ensemble mesurable A de {\displaystyle {\mathcal {A}}}, on a {\displaystyle \mu (T^{-1}(A))=\mu (A)}).

Alors :
- Pour toute fonction {\displaystyle f} de L1(X,μ), la suite {\displaystyle \left({\frac {1}{n}}\sum _{k=0}^{n-1}f\circ T^{k}(x)\right)_{n\geq 1}} converge μ-presque partout.
- De plus, en notant (lorsqu'elle existe), {\displaystyle \lim _{n\to \infty }{\frac {1}{n}}\sum _{k=0}^{n-1}f\circ T^{k}(x)=g(x)}, on a :
  - {\displaystyle g\circ T=g}, {\displaystyle \mu }-presque partout.
  - {\displaystyle \|g\|_{1}\leq \|f\|_{1}} ({\displaystyle g} est donc dans {\displaystyle L^{1}(X,\mu )}).
  - La suite de fonctions {\displaystyle \left({\frac {1}{n}}\sum _{k=0}^{n-1}f\circ T^{k}\right)_{n\geq 1}} converge dans L1(X,μ) vers {\displaystyle g}.
  - Pour tout ensemble mesurable A tel que {\displaystyle \mu \left(T^{-1}(A)\Delta A\right)=0}, on a :{\displaystyle \int _{A}g(x)~\mathrm {d} \mu (x)=\int _{A}f(x)~\mathrm {d} \mu (x)}. Ceci peut être reformulé de manière équivalente en disant que {\displaystyle g={\mathsf {E}}(f\mid {\mathcal {I}})} (presque partout), ou {\displaystyle {\mathcal {I}}} est la tribu contenant tous les ensembles {\displaystyle A\in {\mathcal {A}}} pour lesquelles {\displaystyle \mu \left(T^{-1}(A)\Delta A\right)=0} et {\displaystyle {\mathsf {E}}(\cdot \mid {\mathcal {I}})} dénote l'espérance conditionnelle.

## Corollaire
Avec les mêmes hypothèses et en supposant en plus que {\displaystyle T} soit μ-ergodique, on a :
{\displaystyle \lim _{n\to \infty }{\frac {1}{n}}\sum _{k=0}^{n-1}f\circ T^{k}(x)=\int _{X}f(t)~\mathrm {d} \mu (t)} pour μ-presque tout {\displaystyle x}.

## Remarques
- La somme {\displaystyle {\frac {1}{n}}\sum _{k=0}^{n-1}f\circ T^{k}(x)} s'appelle une moyenne de Birkhoff de {\displaystyle f}.
- La limite {\displaystyle \lim \nolimits _{n\to \infty }{\frac {1}{n}}\sum _{k=0}^{n-1}f\circ T^{k}(x)} lorsqu'elle existe s'appelle la moyenne orbitale (ou temporelle) de {\displaystyle f}.
- L'intégrale {\displaystyle \int _{X}f(t)~\mathrm {d} \mu (t)} est la moyenne spatiale de {\displaystyle f}.

Ainsi, le théorème dit que si {\displaystyle \mu } est une mesure de probabilité pour laquelle {\displaystyle T} est ergodique, presque toutes les moyennes temporelles d'une fonction intégrable coïncident avec sa moyenne spatiale.
- Quelques formulations de la loi forte des grands nombres sont des cas particuliers de ce théorème.

## Quelques applications simples
Exemple 1
Soit B un ensemble mesurable non négligeable (μ(B)>0). Si T est μ-ergodique, alors pour presque tout {\displaystyle x} de {\displaystyle X}, on a :
{\displaystyle \lim _{n\to \infty }{\frac {1}{n}}\operatorname {card} (\{k\in \{0,\ldots ,n-1\}~|~T^{k}(x)\in B\})={\frac {\mu (B)}{\mu (X)}}.}
La proportion du temps dans {\displaystyle \{0,\ldots ,n-1\}} que l'orbite de x passe dans B converge donc vers μ(B)/μ(X) quand {\displaystyle n\to \infty }.
Exemple 2
Pour presque tout réel {\displaystyle x} de l'intervalle {\displaystyle [0,1]} (dans le sens de Lebesgue), si on met {\displaystyle x} dans l'écriture décimale, c'est-à-dire que {\displaystyle x=0.a_{1}a_{2}a_{3}...} où {\displaystyle a_{1}} est le chiffre des dixièmes de {\displaystyle x}, {\displaystyle a_{2}} le chiffre des centièmes de {\displaystyle x}, etc, alors on a 
{\displaystyle \lim _{n\to \infty }{\frac {\operatorname {card} (\{k\in \{1,2,\dots ,n\}:a_{k}=0\})}{n}}={\frac {1}{10}}.}

## Théorème ergodique devon Neumann
Soient {\displaystyle U} un opérateur unitaire sur un espace de Hilbert {\displaystyle H}, ou plus généralement un opérateur de norme ≤ 1, et {\displaystyle P} la projection orthogonale sur le sous-espace des vecteurs fixes par {\displaystyle U}. Alors, pour tout vecteur {\displaystyle x} de {\displaystyle H}, on a :
{\displaystyle \lim _{N\to \infty }{1 \over N}\sum _{n=0}^{N-1}U^{n}x=Px},
où la limite est au sens de la topologie de la norme sur {\displaystyle H}. Autrement dit, la suite des moyennes {\displaystyle {\frac {1}{N}}\sum _{n=0}^{N-1}U^{n}}converge vers {\displaystyle P} pour la topologie forte des opérateurs (en).
Ce théorème s'applique en particulier au cas où l'espace de Hilbert {\displaystyle H} est l'espace L2 d'un espace mesuré {\displaystyle (X,{\mathcal {A}},\mu )} et où {\displaystyle U} est un opérateur de la forme {\displaystyle Uf(x)=f(Tx)}, pour un certain endomorphisme {\displaystyle T} de {\displaystyle X} qui préserve la mesure, et qui peut être vu comme le changement d'état d'un système dynamique à temps discret. Le théorème ergodique dit alors que la moyenne d'une fonction {\displaystyle f} sur un intervalle de temps assez grand est approchée par la projection orthogonale de {\displaystyle f} sur les fonctions qui restent constantes au cours du temps.
Une autre formulation de ce théorème ergodique est que si {\displaystyle U_{t}} est un groupe à un paramètre fortement continu d'opérateurs unitaires sur {\displaystyle H}, alors l'opérateur
{\displaystyle {\frac {1}{T}}\int _{0}^{T}U_{t}~\mathrm {d} t}
converge (pour la topologie forte des opérateurs) quand {\displaystyle T} tend vers l'infini. En fait, ce résultat s'étend à un demi-groupe à un paramètre fortement continu d'opérateurs non expansifs sur un espace réflexif.